# Biserica de lemn din Șișești

Biserica de lemn din Șișești înainte de demolarea ei din 1890

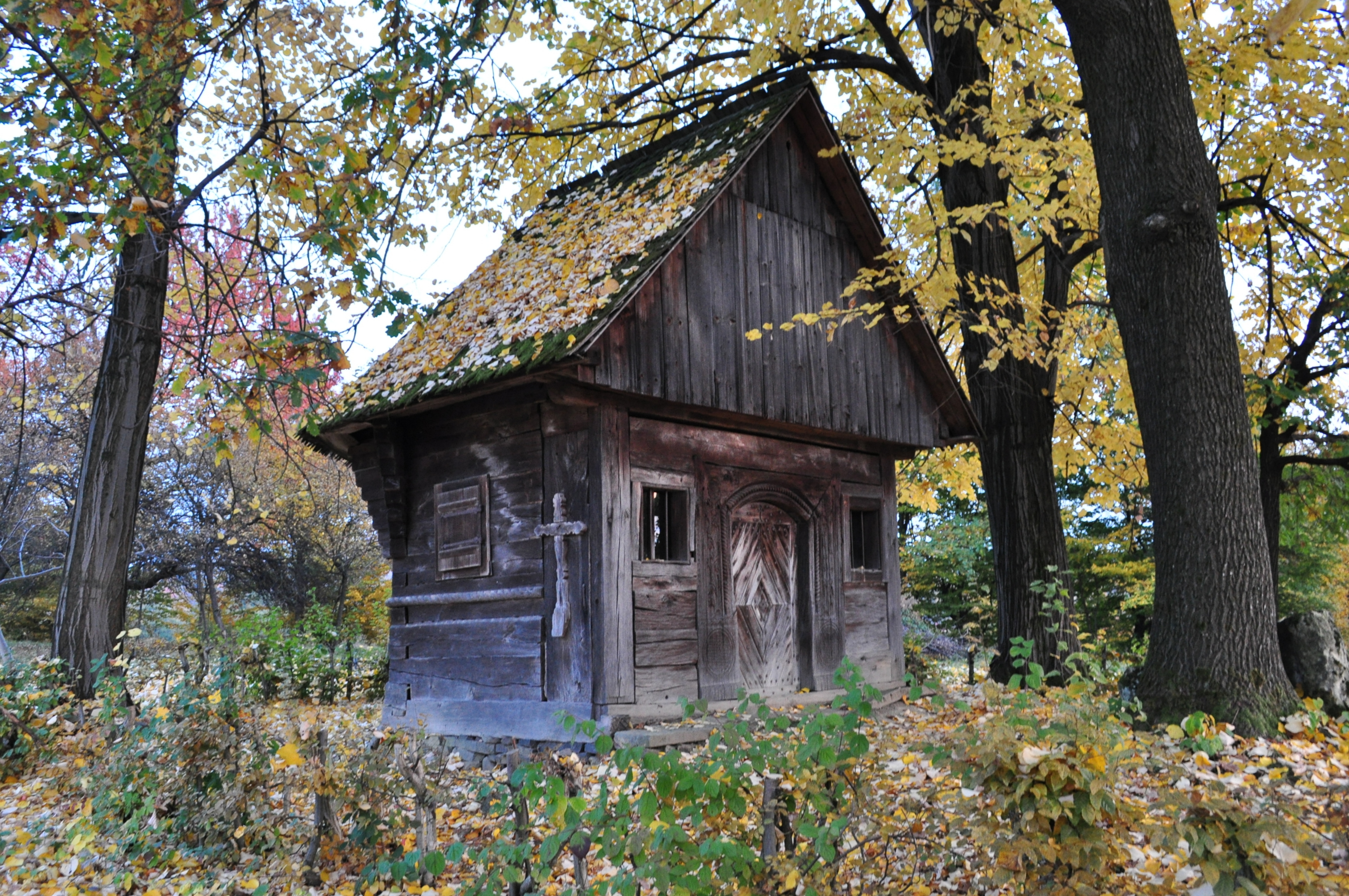
Absida bisericii de lemn din Șișești păstrată în apropierea Complexului muzeal Vasile Lucaciu

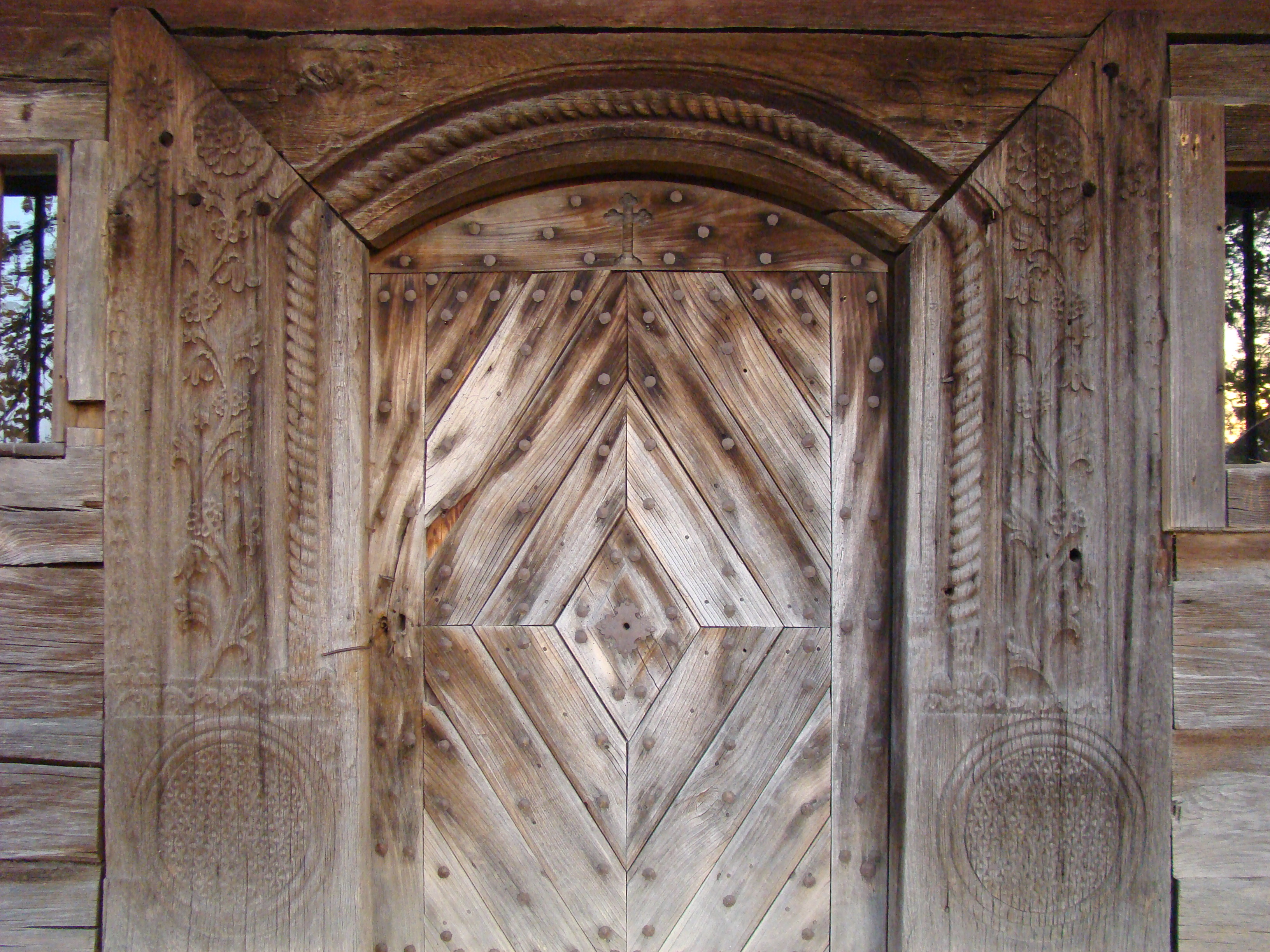
Portalul bisericii de lemn din Șișești

Biserica de lemn din Șișești, județul Maramureș, a fost construită în anul 1672, modificată în 1763 și înlocuită în 1890 de biserica unirii ridicată de Vasile Lucaciu. Din biserica de lemn se păstrează vechea absidă a altarului, în care au fost montate cele două portale de lemn frumos sculptate. Monumentul este protejat în Complexul Memorial „Vasile Lucaciu” din Șișești (cod LMI MM-II-a-A-04757) și folosit drept altar pentru slujbele ținute sub cerul liber de către comunitatea română unită din localitate.

## Istoric
Vechimea bisericii a fost înregistrată în datele culese de Vasile Lucaciu: Biserica cea veche de lemn au fost zidită cu ușă laterală către amiază-zi. Cu timpul au devenit mică și poporul o au mărit-o, adaugând un pridvor și tăind ușă de intrare de către apus. Văleatul tăiat deasupra ușei celei vechi arată, că aceasta s-au întâmplat în anul 1672. Împodobirea pridvorului și probabil și pictarea tindei muierilor, după cum arată văleatul din frontul Bisericei, s-au făcut în anul 1763. Această s. Biserică și cu ia comuna întreagă au trebuit să-și aibă o însemnătate deosebită. Așadar, biserica a fost datată peste intrarea veche din anul 1672. Intrarea de pe apus înregistra o schimbare în planul bisericii și în structura de sprijin a turnului din 1763.
În timpul vizitei canonice din 1751, epicopului unit de Muncaci, Manuel Mihail Olsavszky a găsit biserica de lemn în stare bună, acoperită cu șindrile și prevăzută cu turn. Ea era frumos decorată cu toate imaginile necesare. Biserica nu se știa de cine a fost sfințită, dar antimisul era primit de la episcopul unit Georgius Gennadij Byzanczy (1716-1733). Cuminecătura era păstrată într-o cutie de aramă curată. Avea două potire, unul din staniu aurit, celălalt fără stea și linguriță, kdouă candelabre de lemn, încuietoare de lemn și două clopote binecuvântate de episcopul Olsavszky. Biserica era dedicată Adormirii Maicii Domnului.
În conscripția din 1776 biserica avea patron Erariul, prin superinspectoratul de Baia Mare. Biserica era ridicată din bârne masive cioplite în vremuri uitate, fiind succesoare altor biserici ruinate și refăcute de două, trei sau chiar de mai multe ori. Are 3 clopote, dintre care unul cântărește 100 de livre, al doilea 96, al treilea și cel mai mic 30 de livre. Are două potire, unul de plumb, celălalt de cinabru. Are un iconostas cu trei intrări, decorat cu 6 icoane mari potrivite, 12 prăznicare mici nepotrivite și 12 apostoli. Are doi prapori, patru candelabre atârnate, patru cruci, două cădelnițe. Lăcașul în sine, era destul de mare în comparație cu numărul de oameni, aflat în cimitir și înconjurat cu gard solid aproape ruinat. 
În conscripția veniturilor parohiei din 1782 aflăm că structura bisericii era din lemn, construită de enoriași în trecut și renovată de aceștia în urmă cu 10 ani pentru utilitățile prezente și viitoare, fiind prevăzută în mare parte cu decorațiunile necesare.
Biserica a fost demolată după 1890, odată cu terminarea bisericii de zid, ridicată de Vasile Lucaciu. Absida altarului a fost păstrată în cimitir cu funcția de capelă de cimitir.
După Revoluția din 1989 și până în anul 2009 Parohia Ortodoxă Șișești s-a opus restituirii acestui monument și a casei parohiale greco-catolice către proprietar. În data de 19 februarie 2009 ÎCCJ a respins în mod irevocabil acțiunea judecătorească pornită de Parohia Ortodoxă Șișești și a dat câștig de cauză Parohiei Române Unite Șișești.

## Imagini

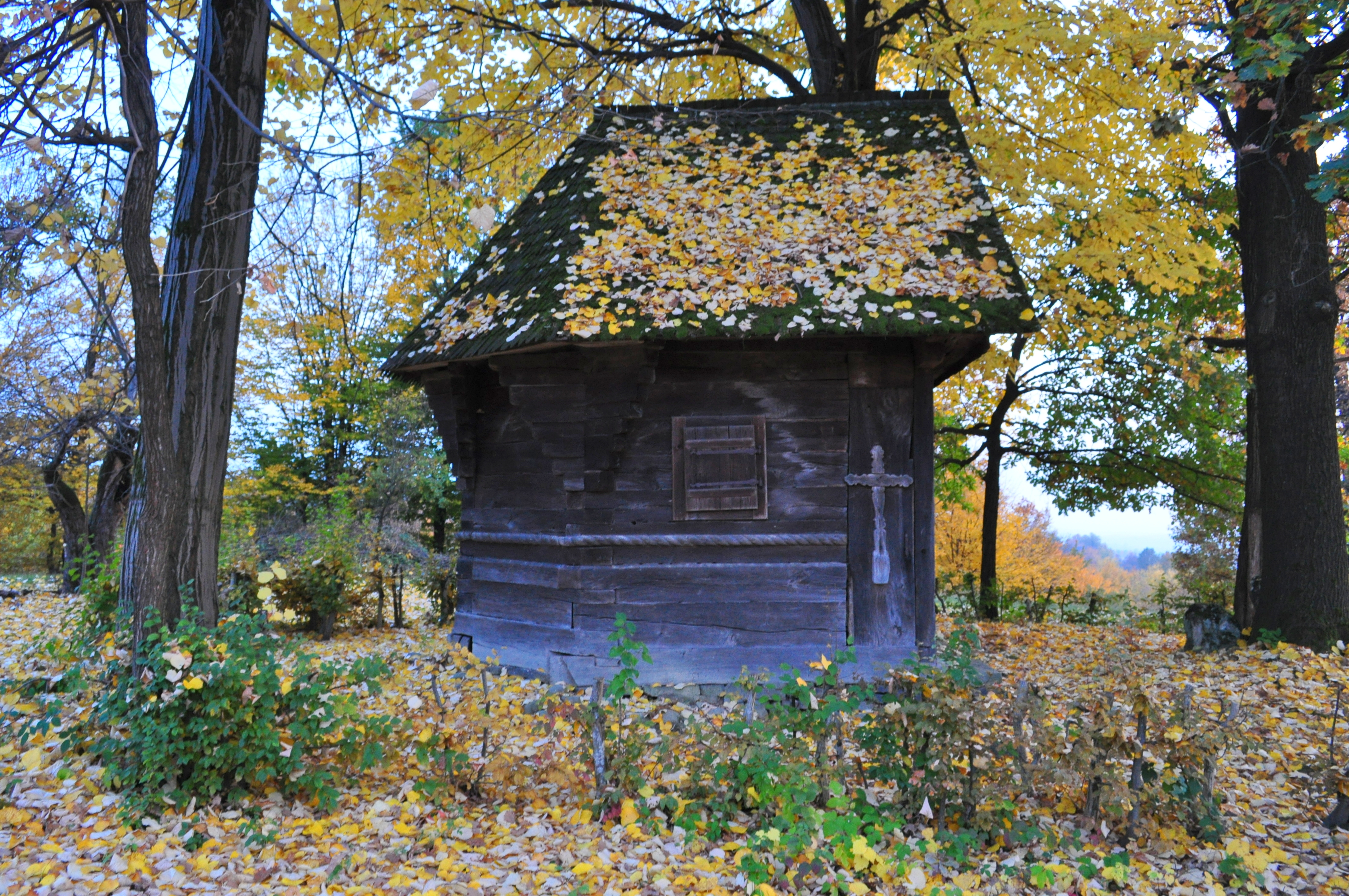
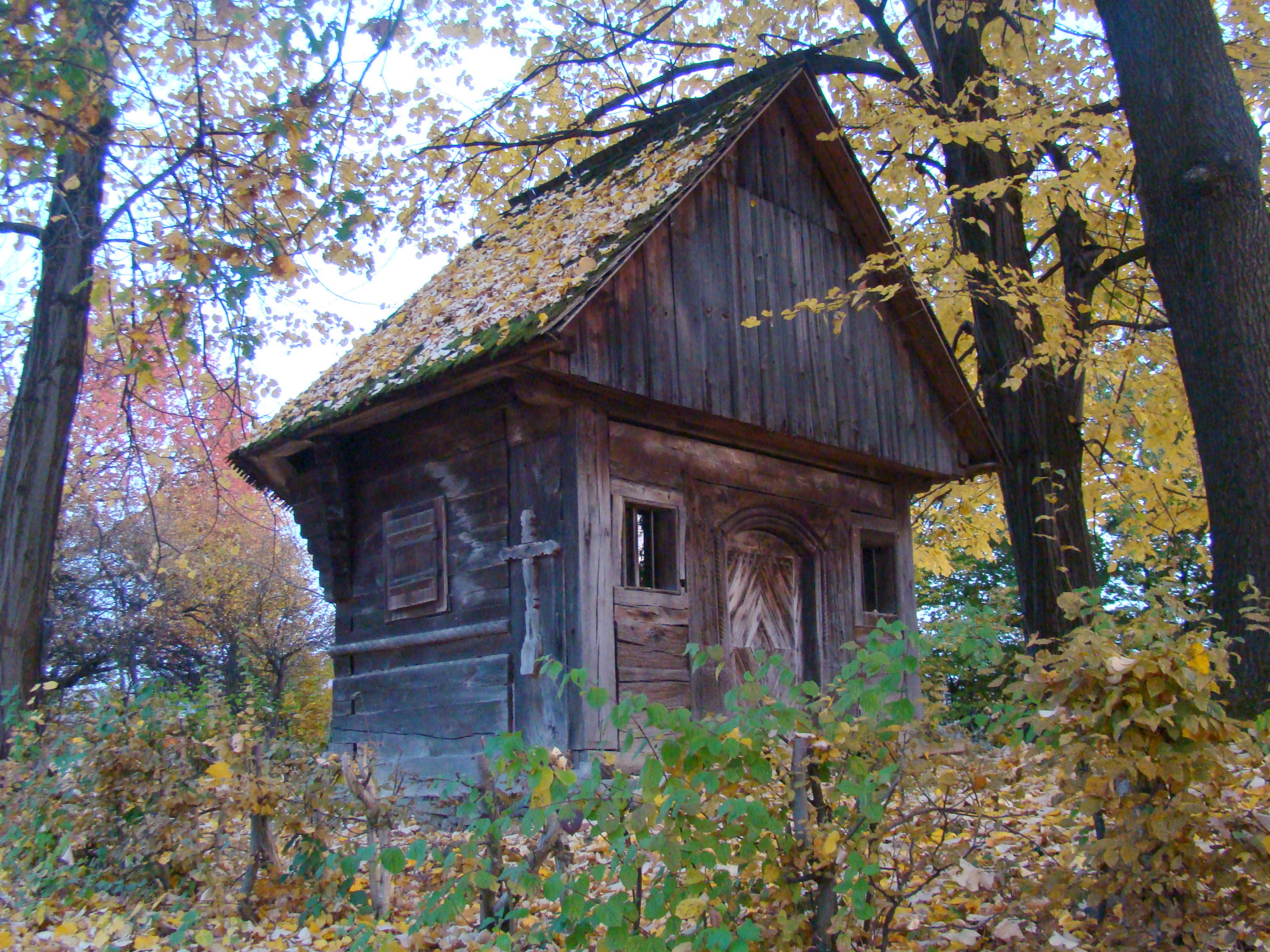
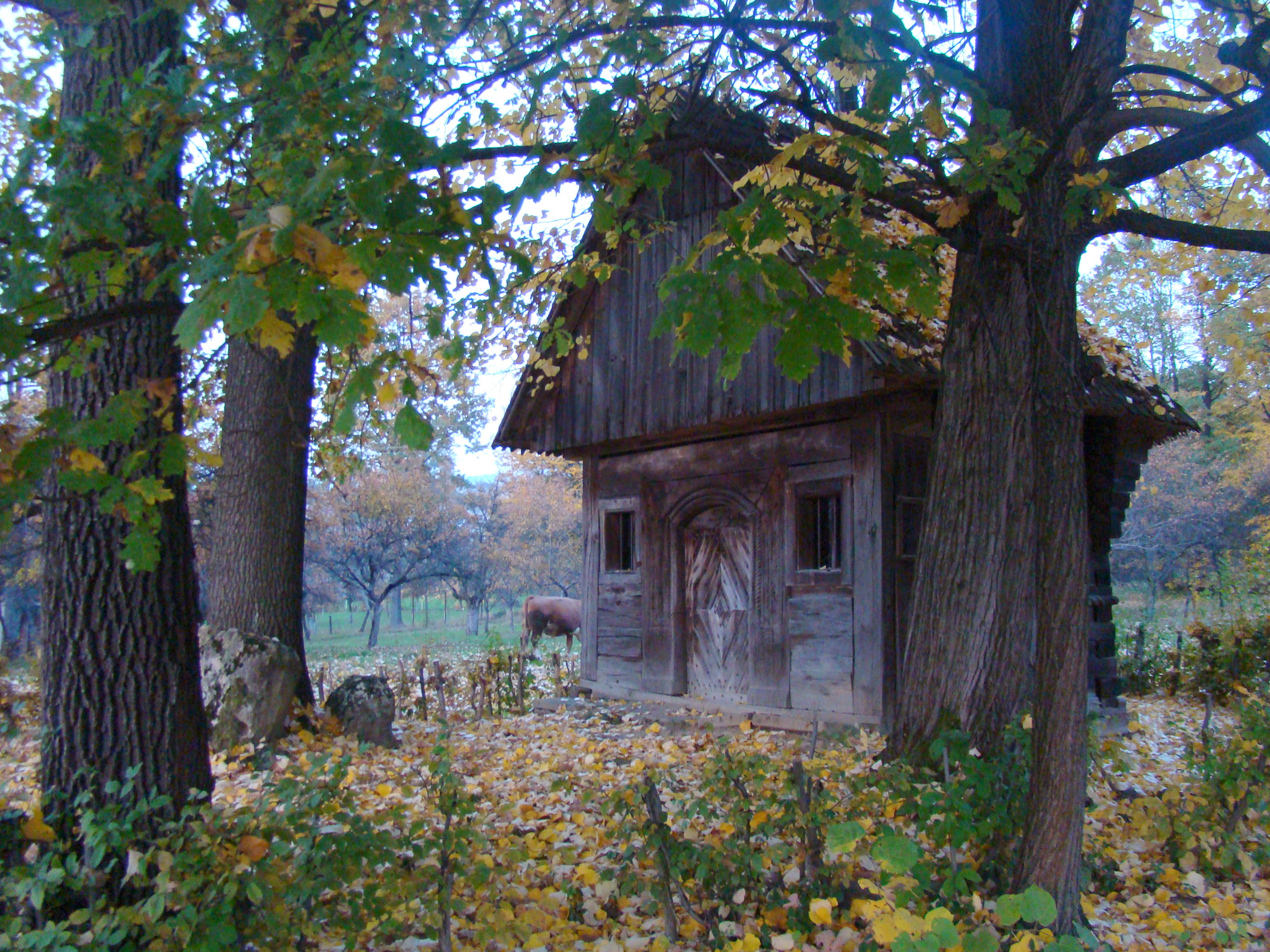
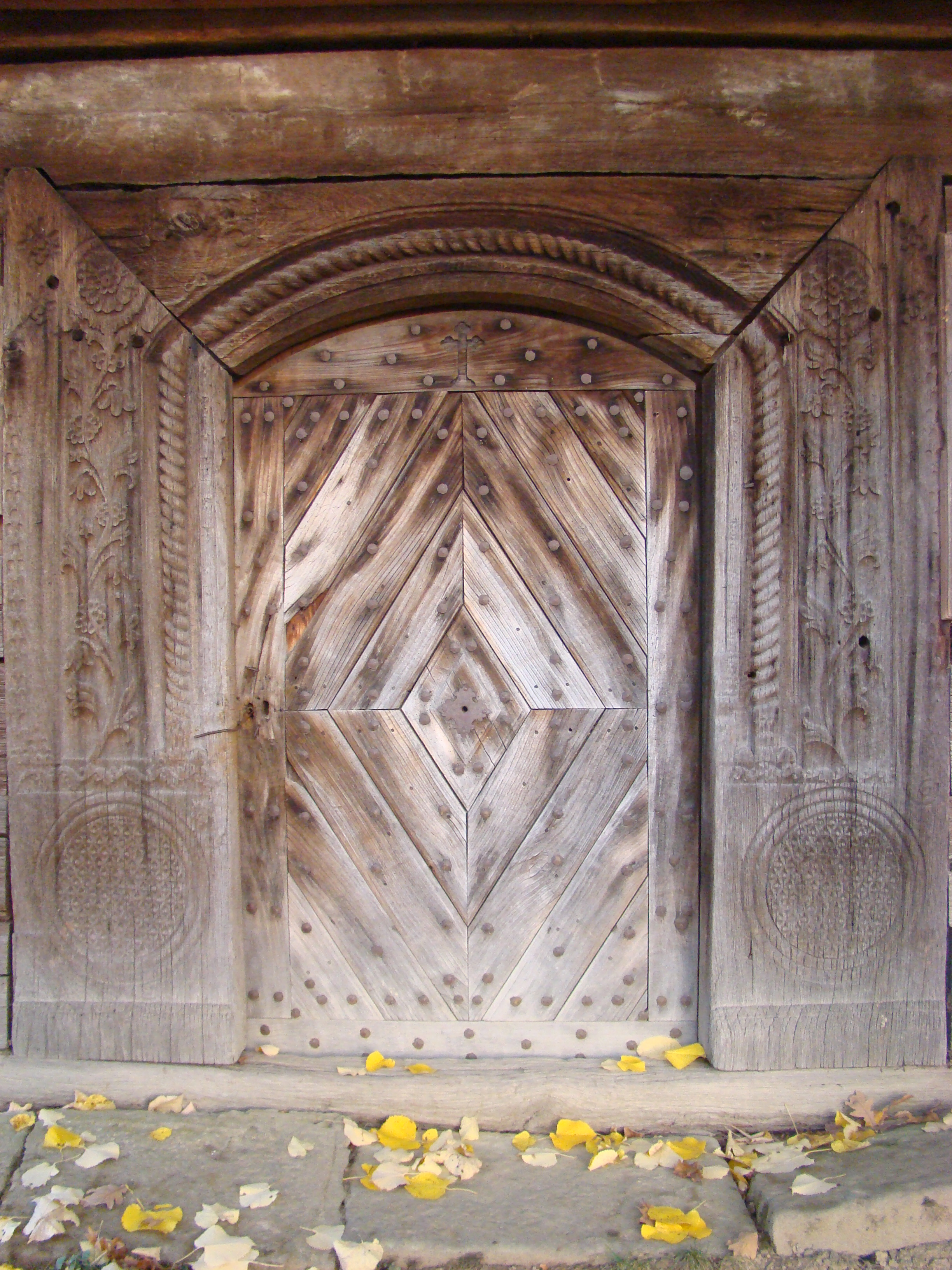
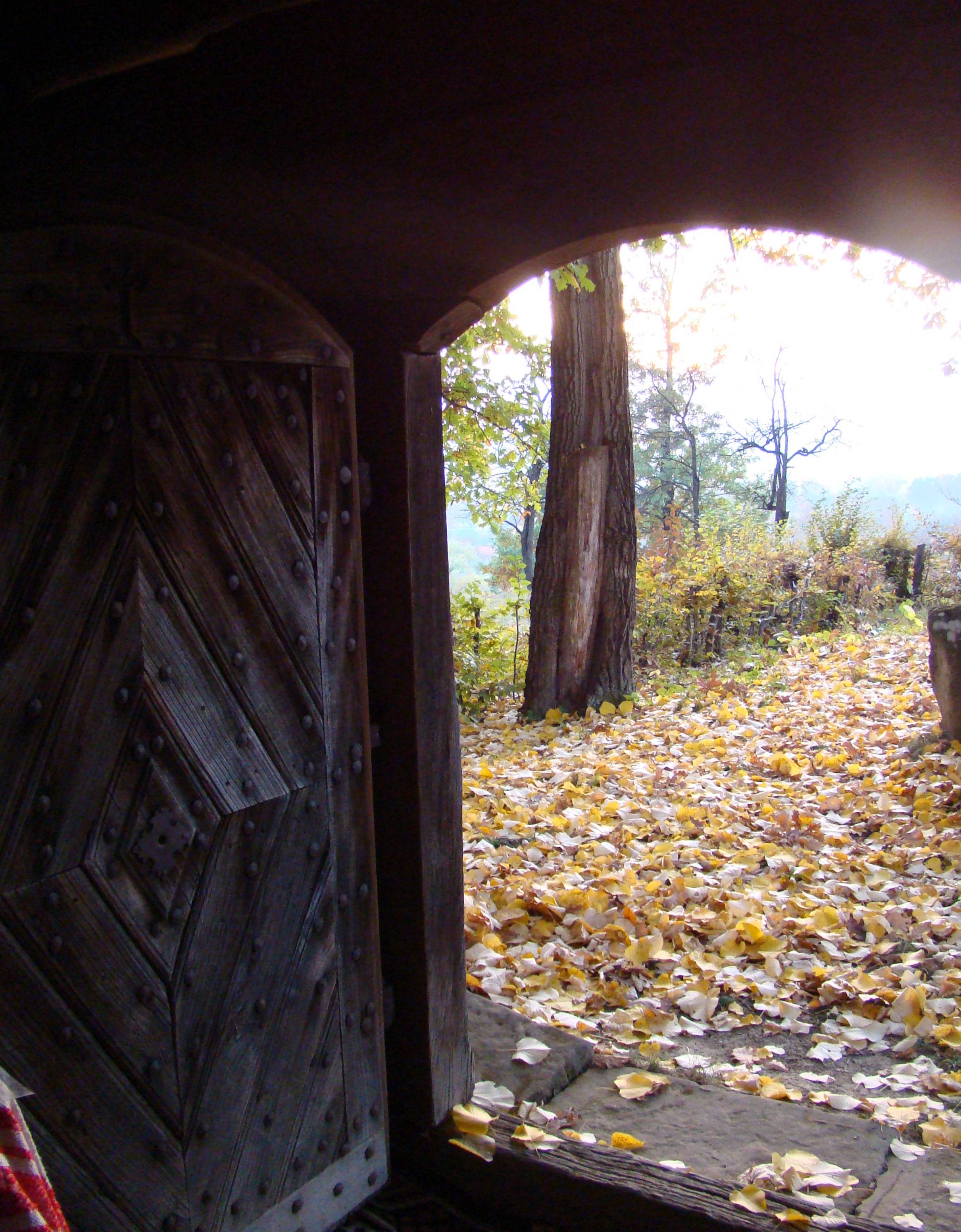
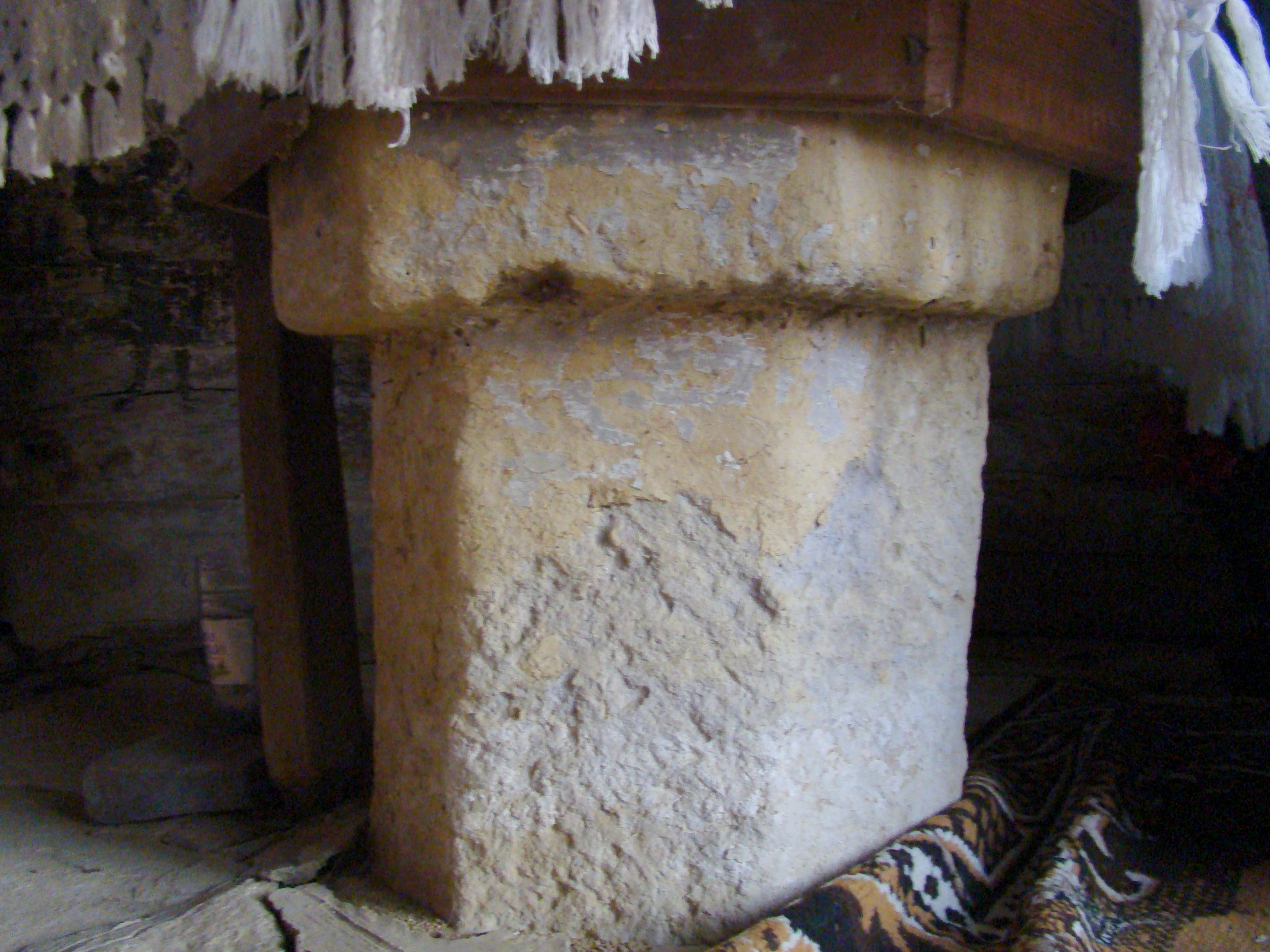
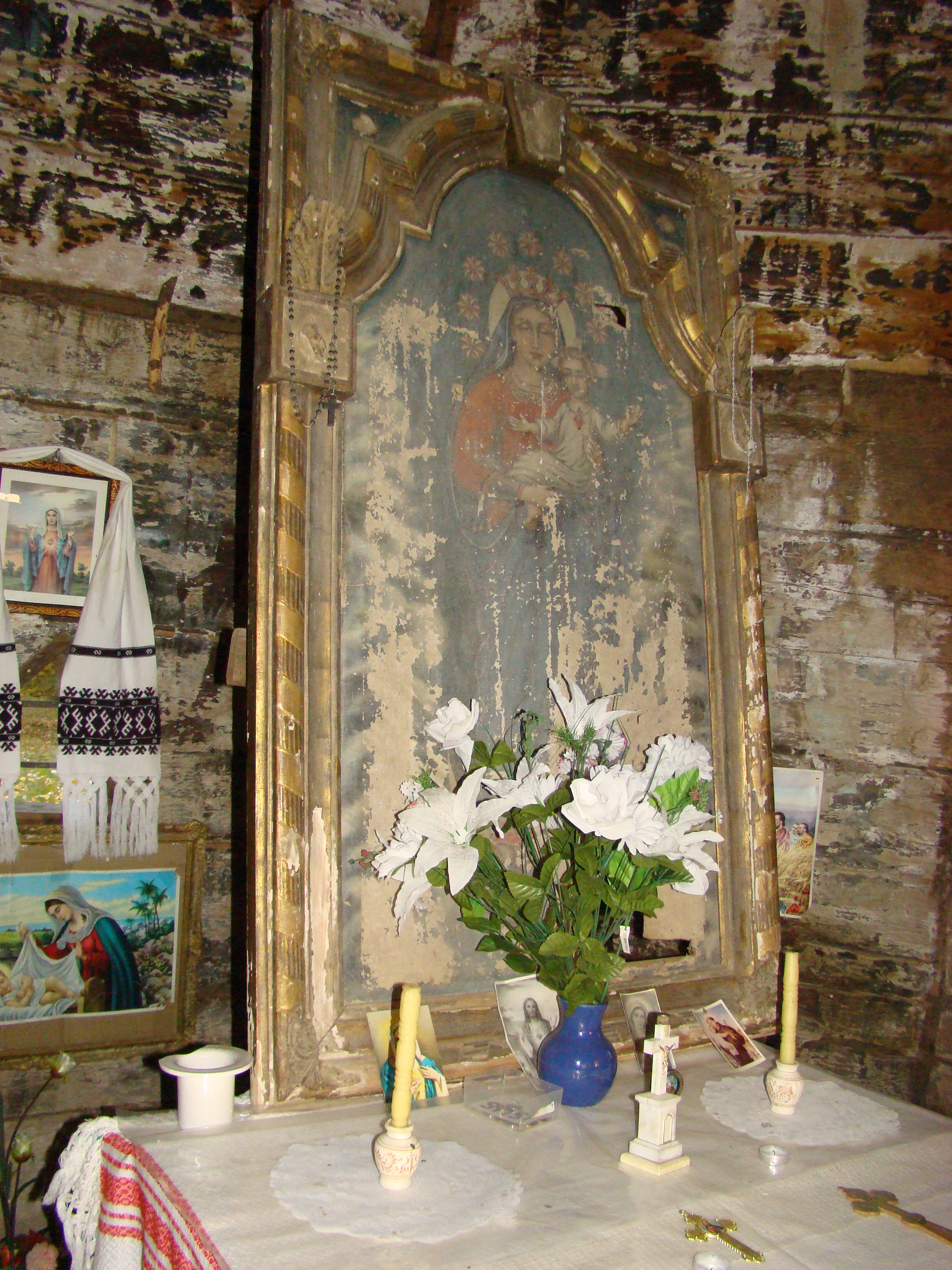
Icoana prestolului: Maica Domnului cu Pruncul
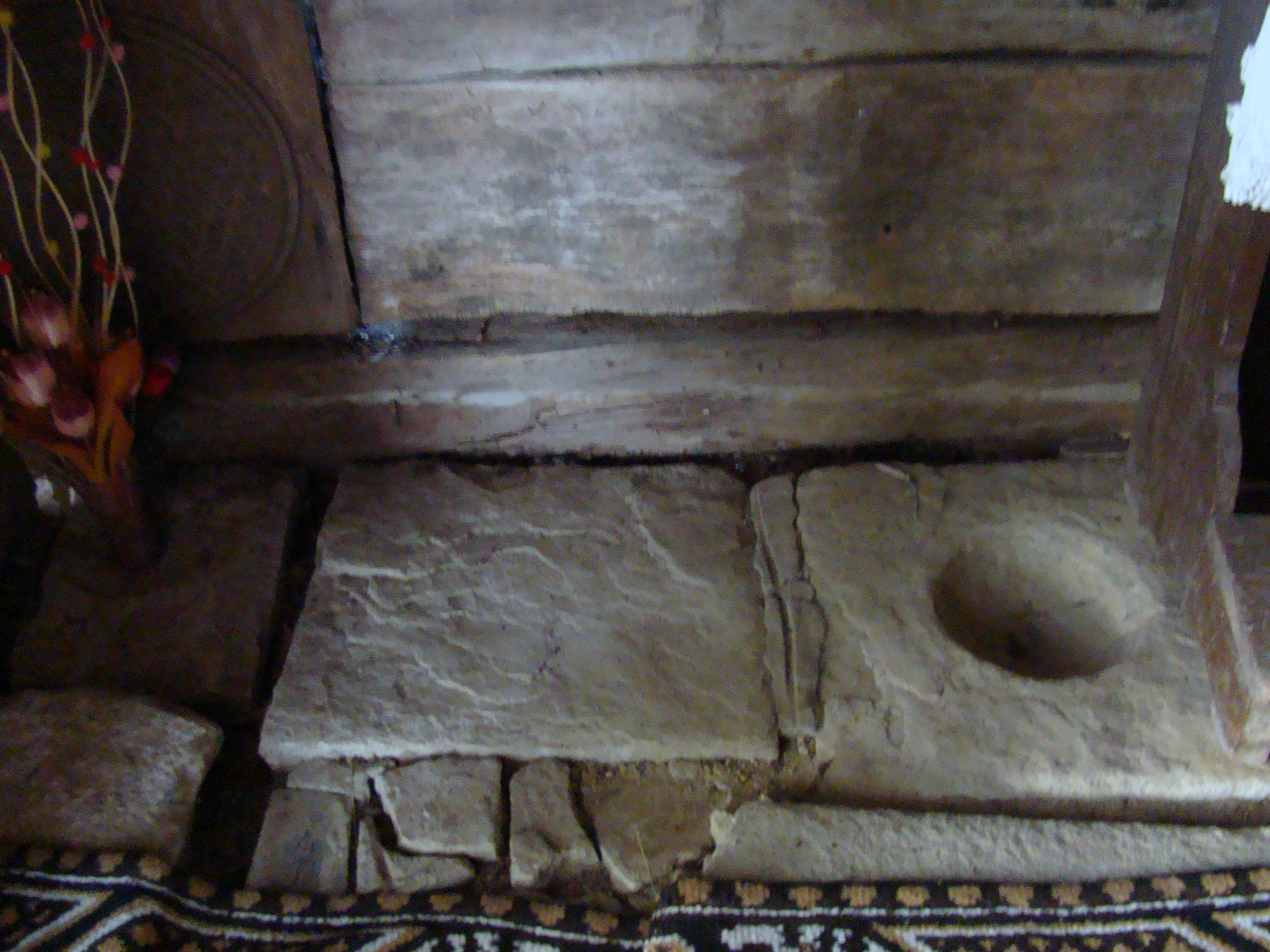
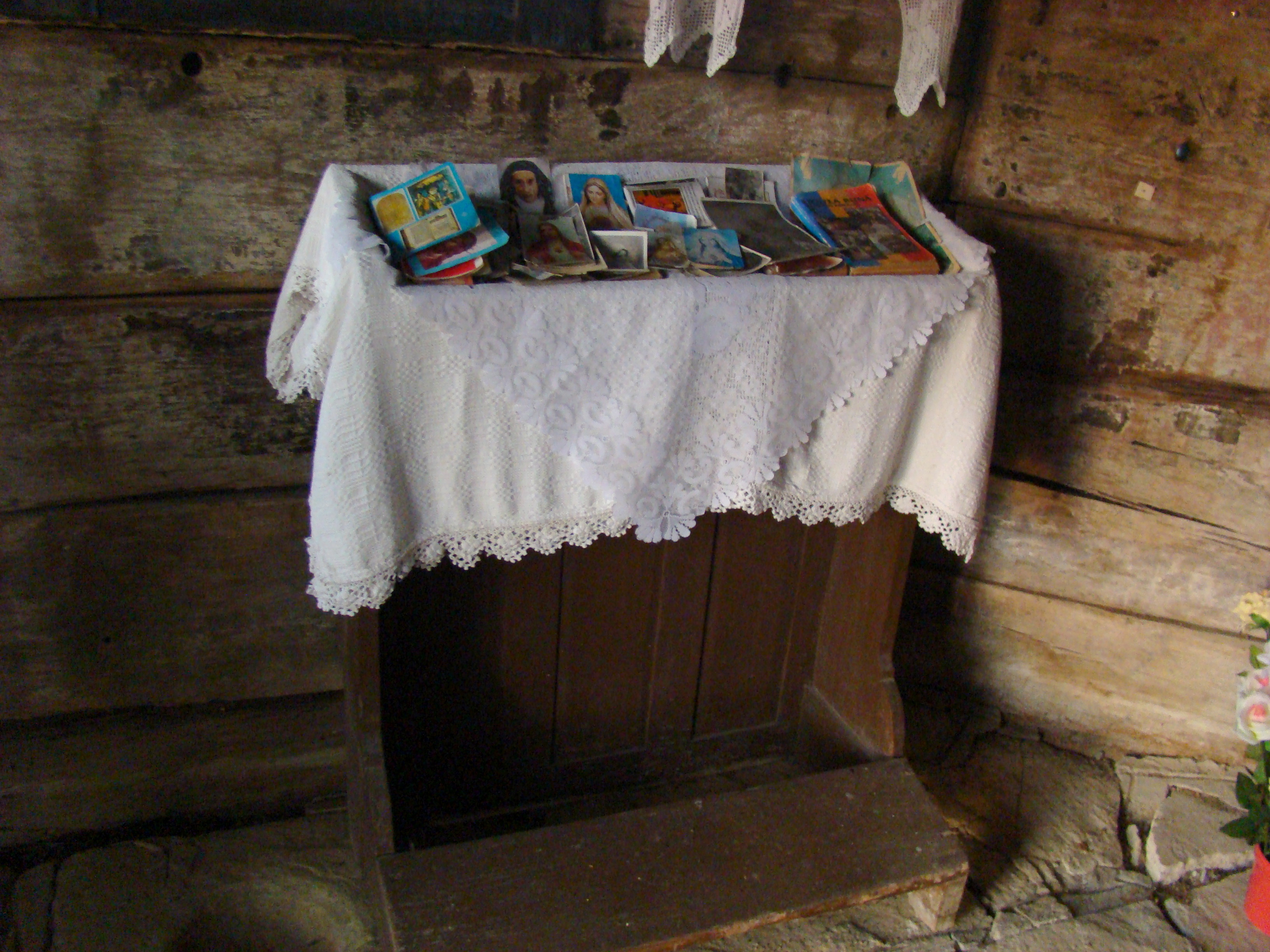
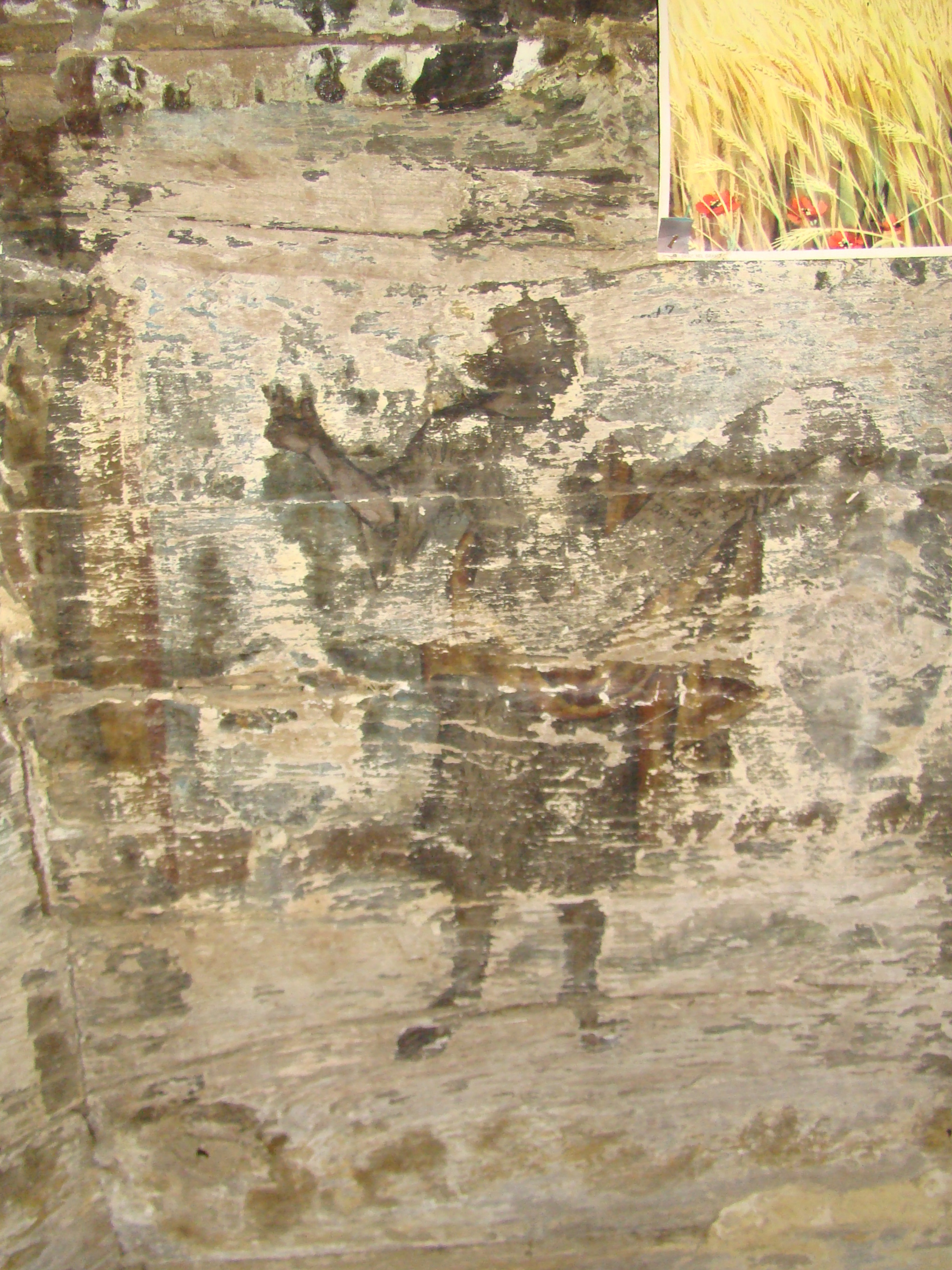
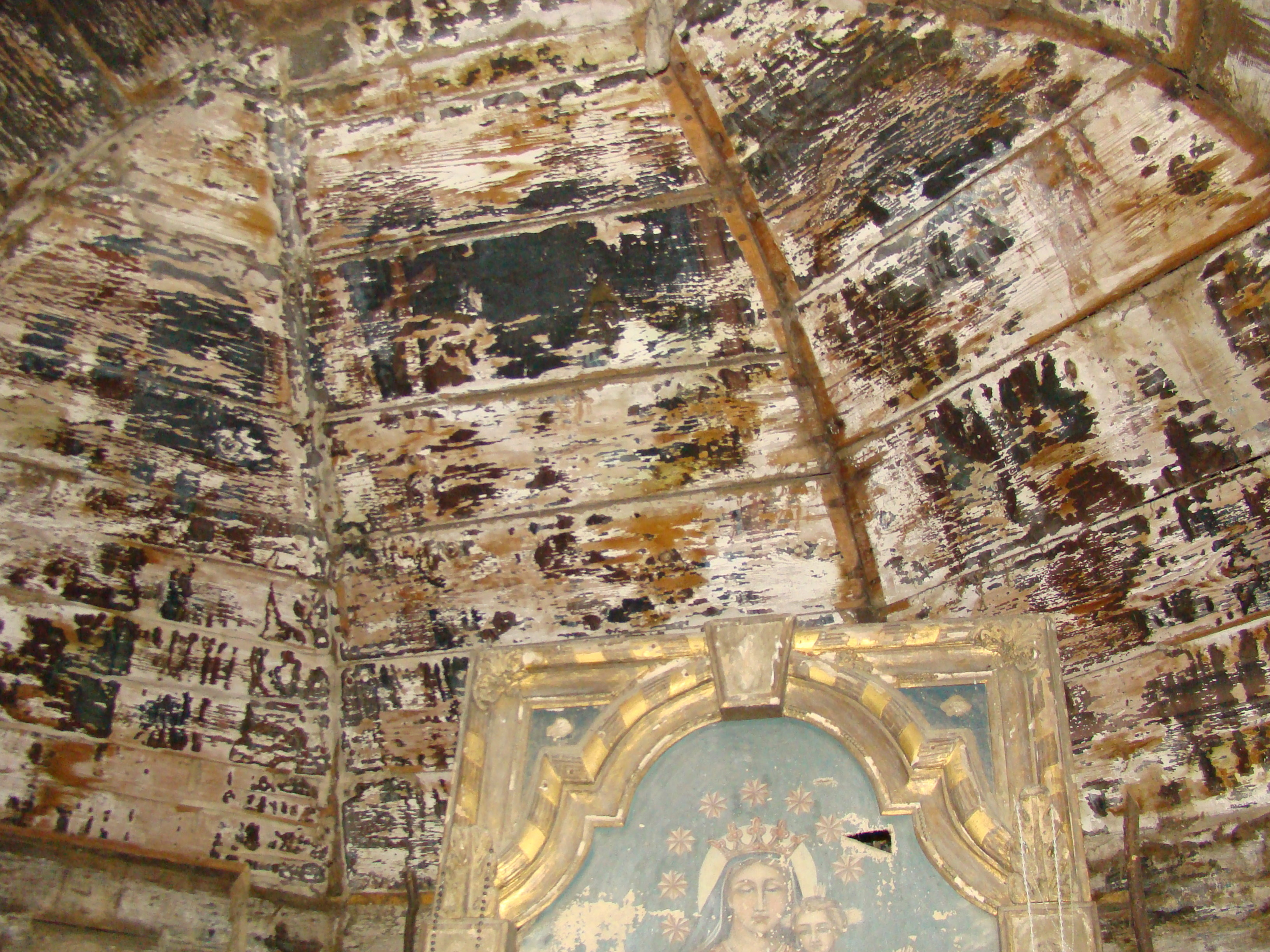
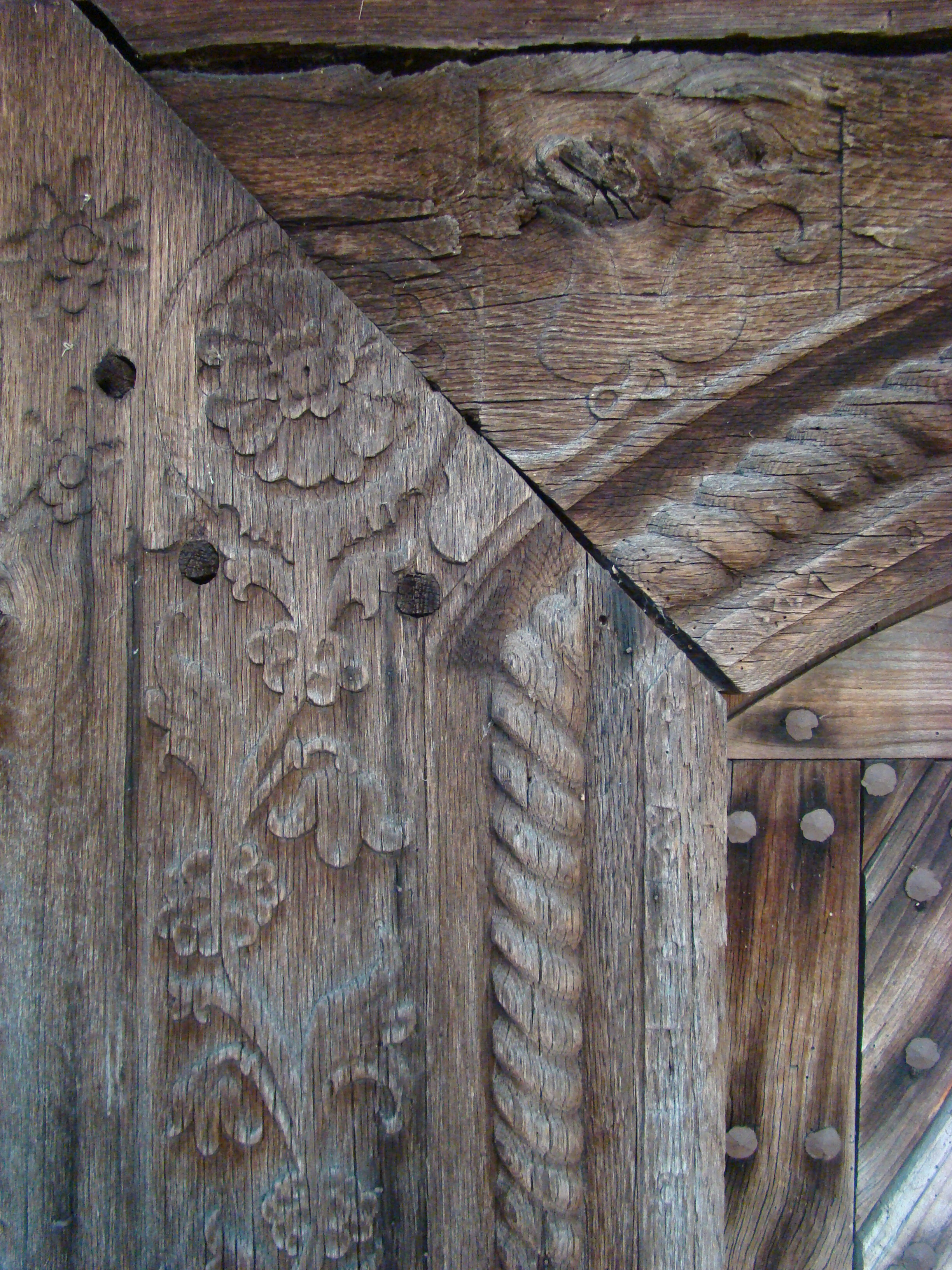
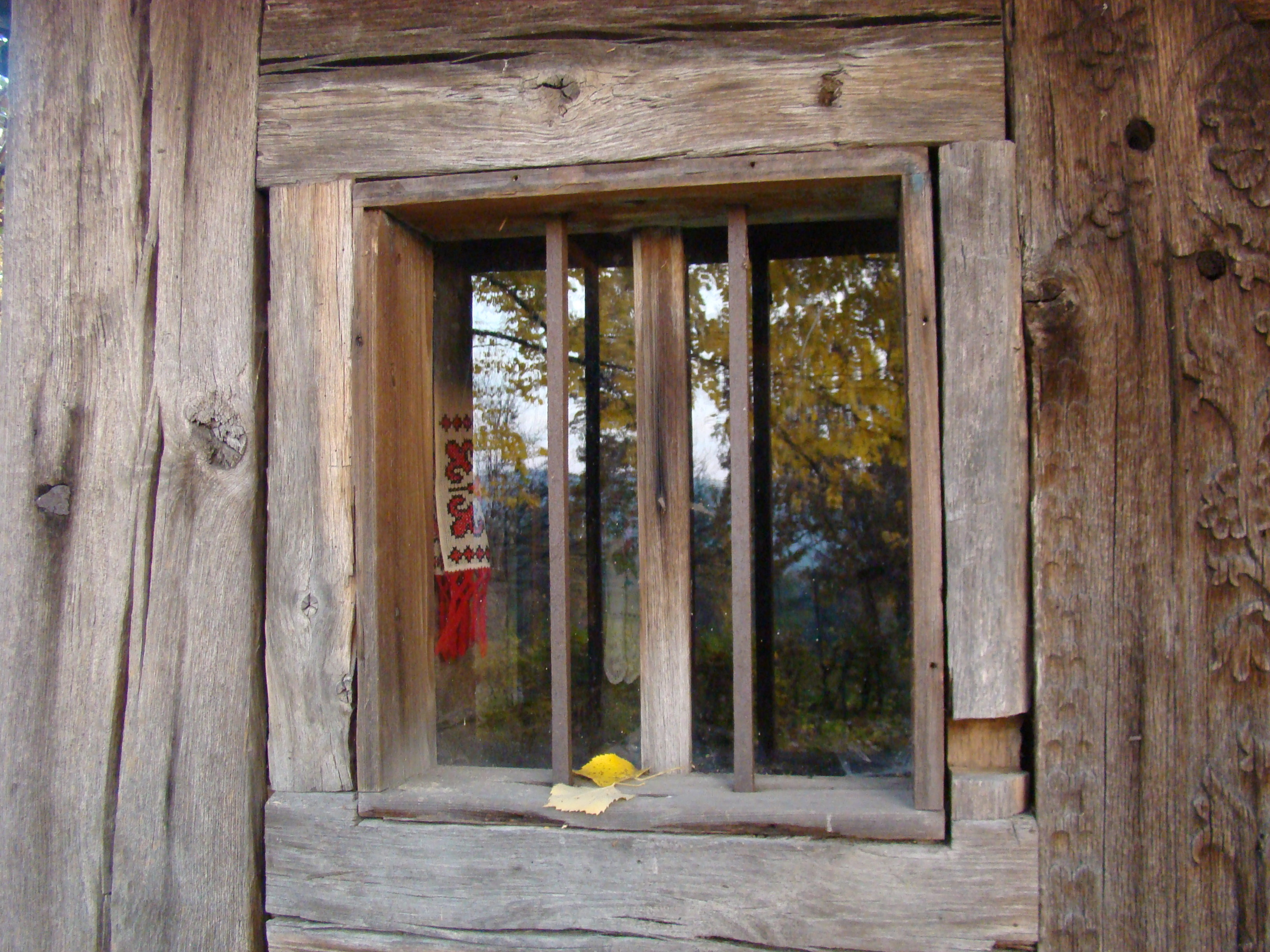
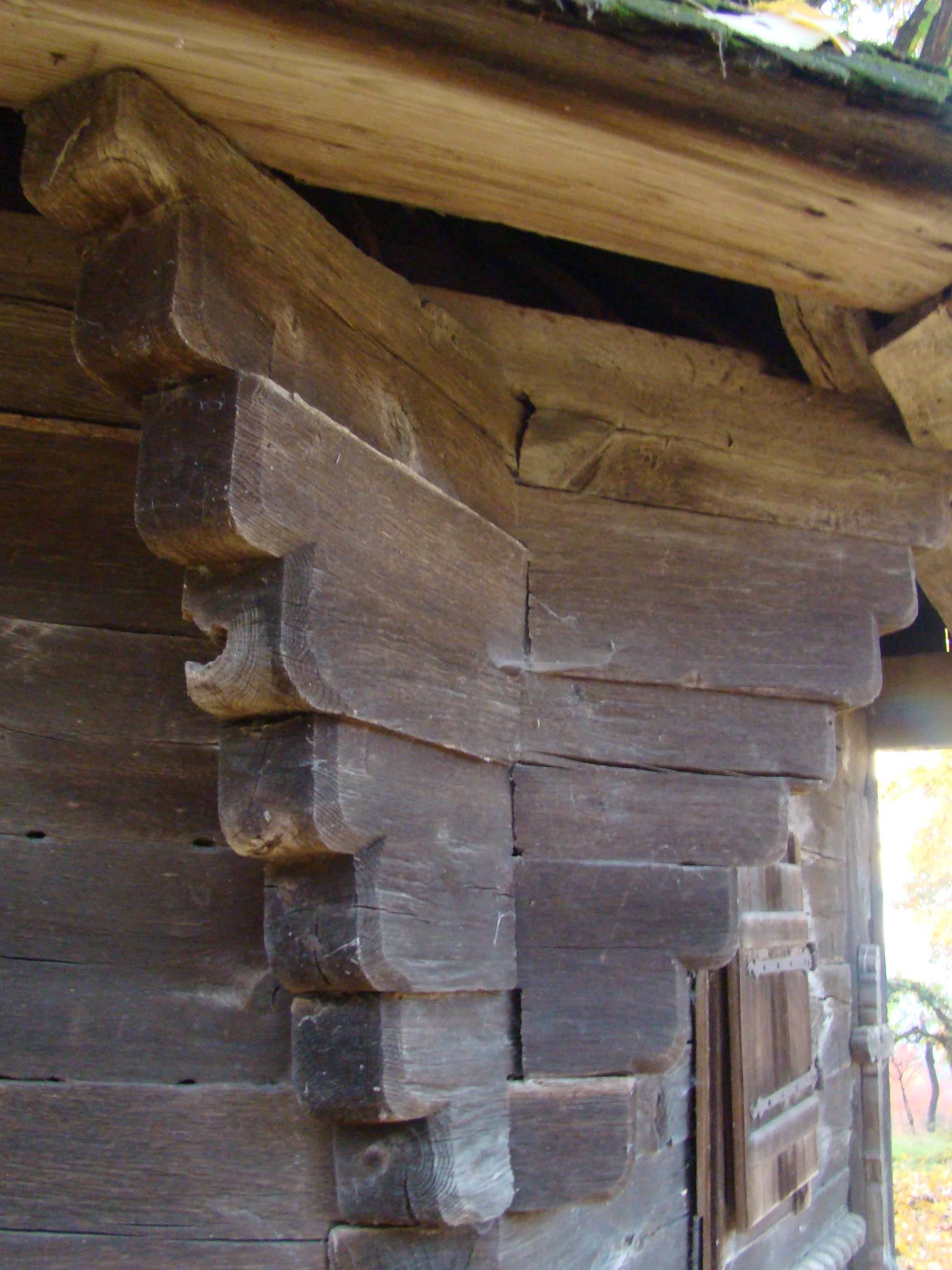
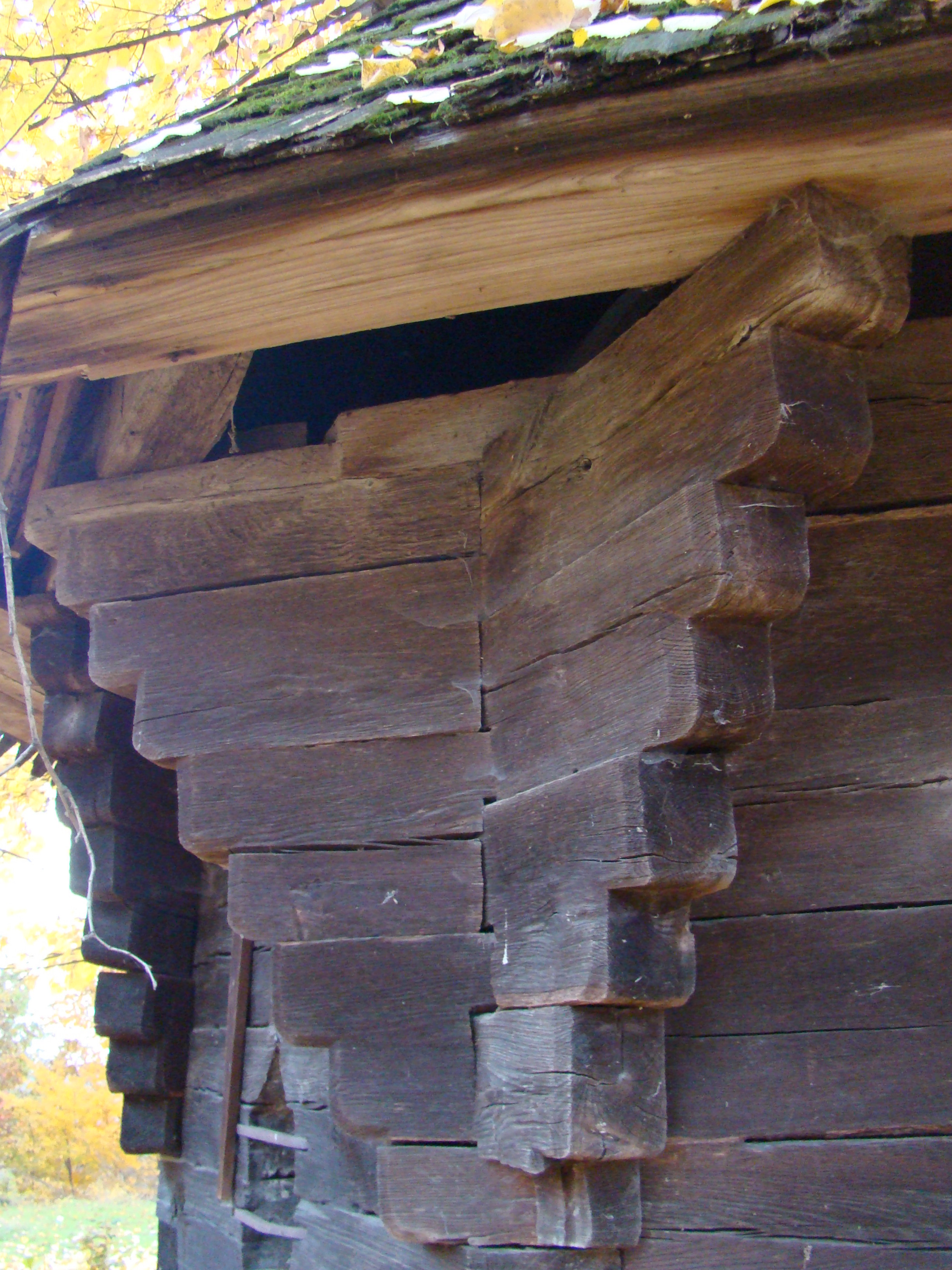
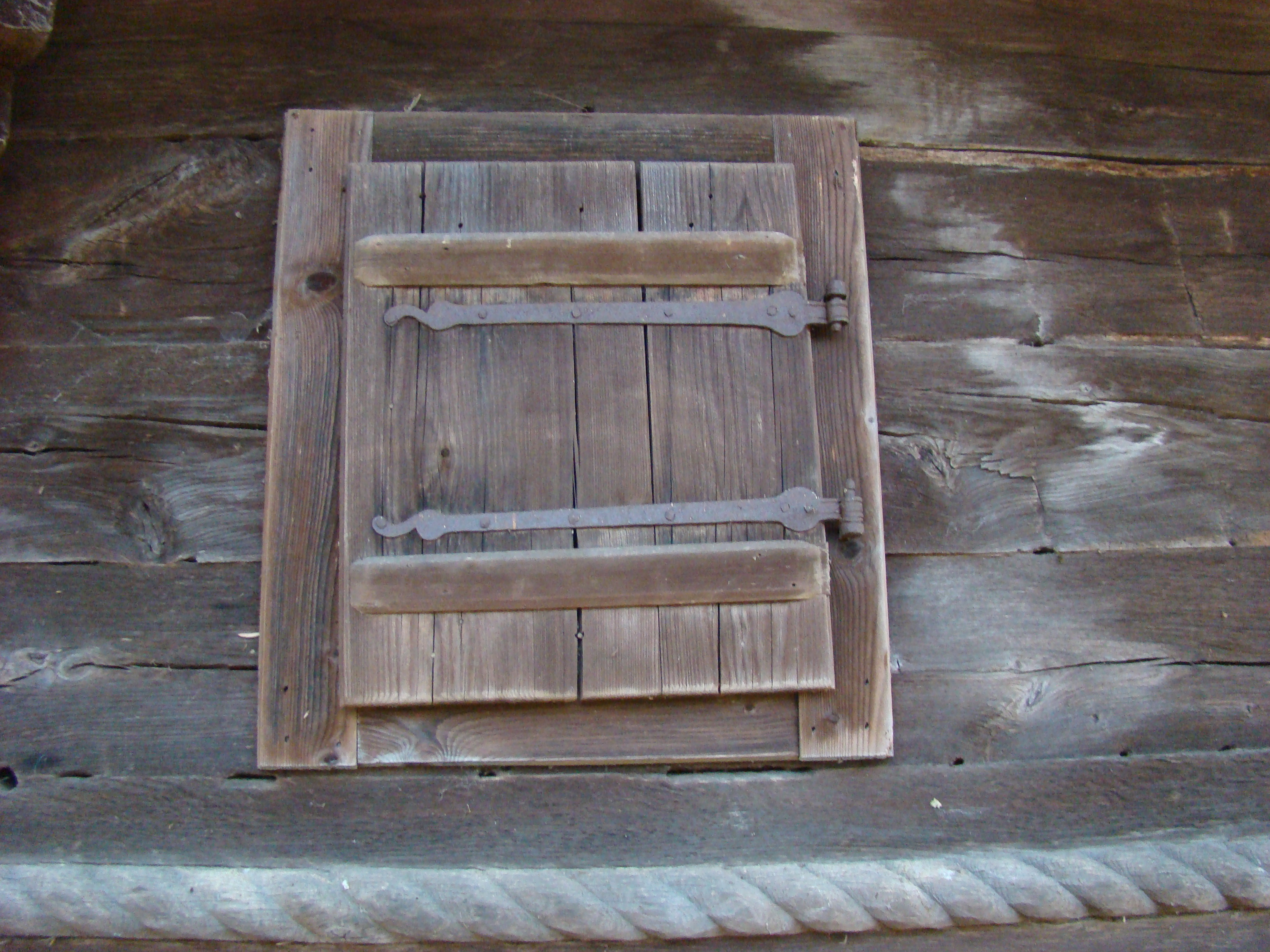
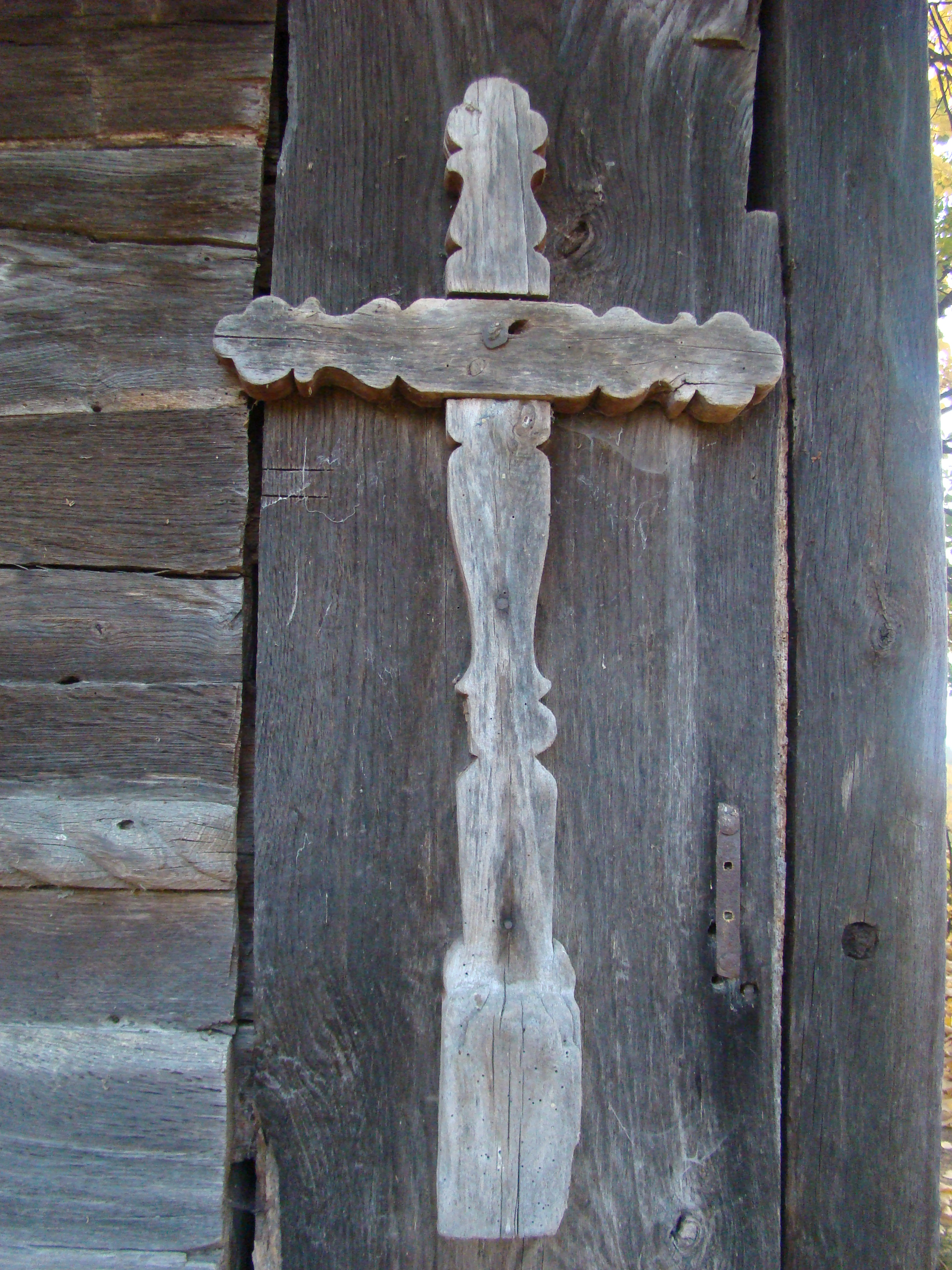
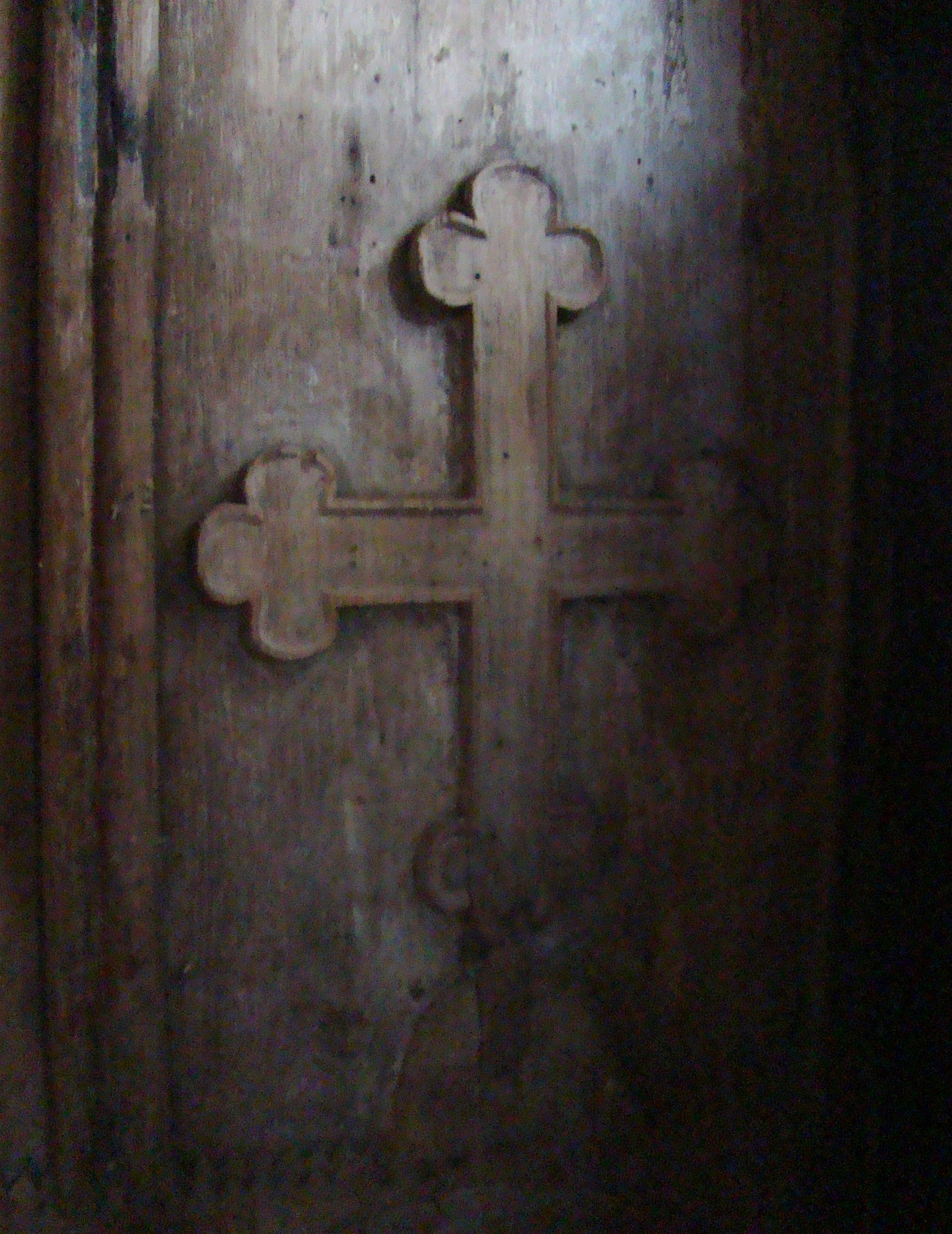
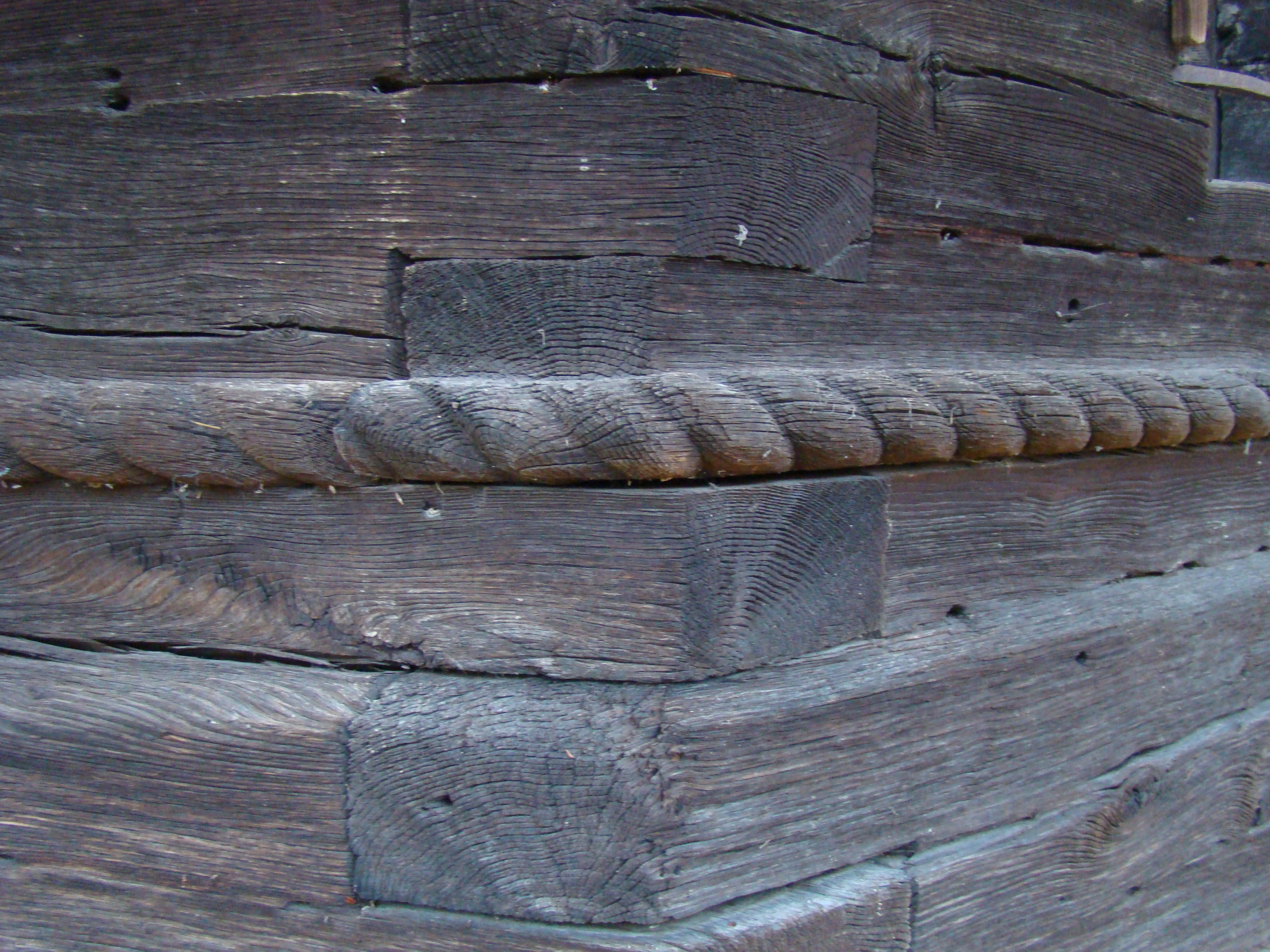
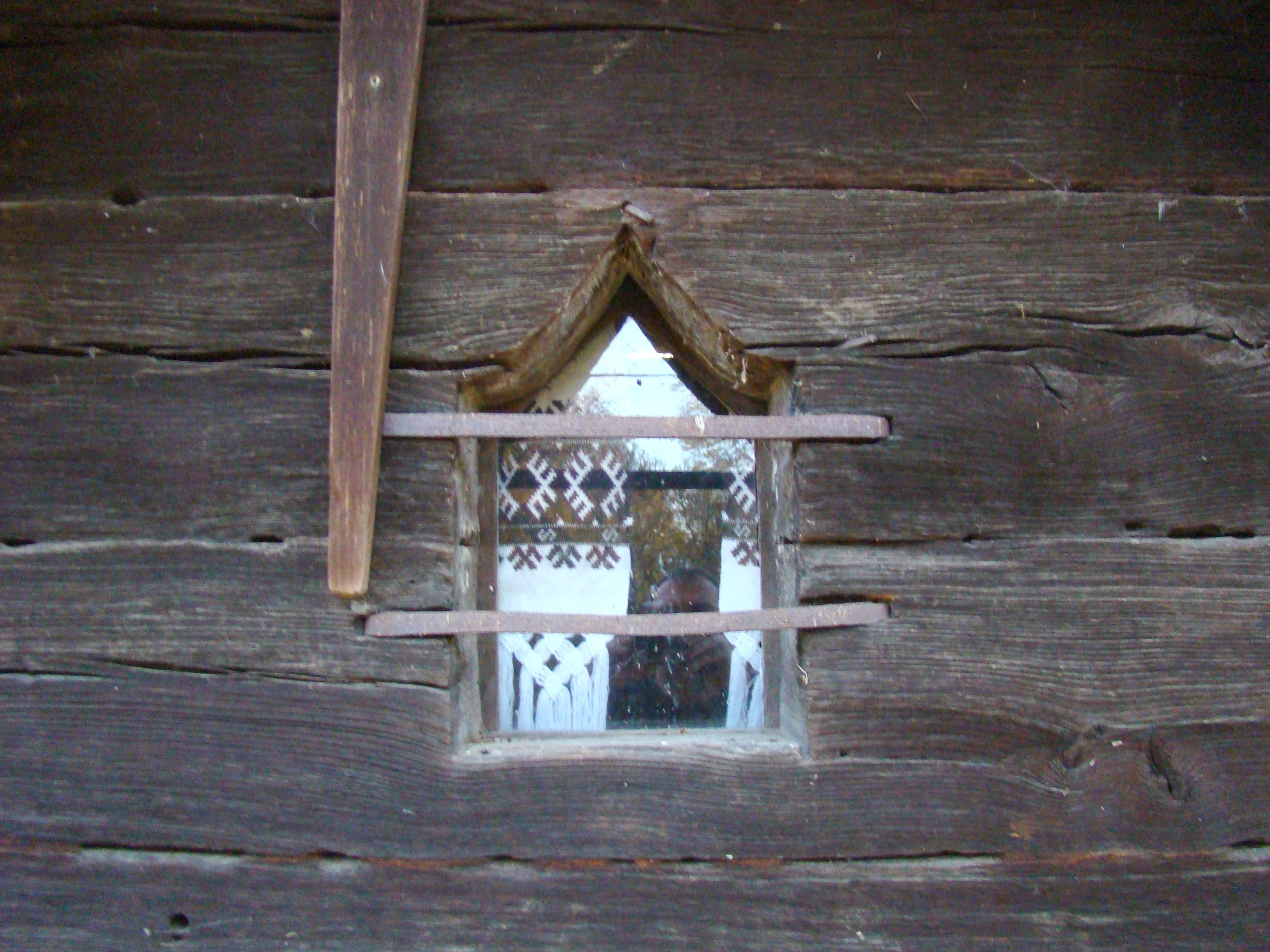
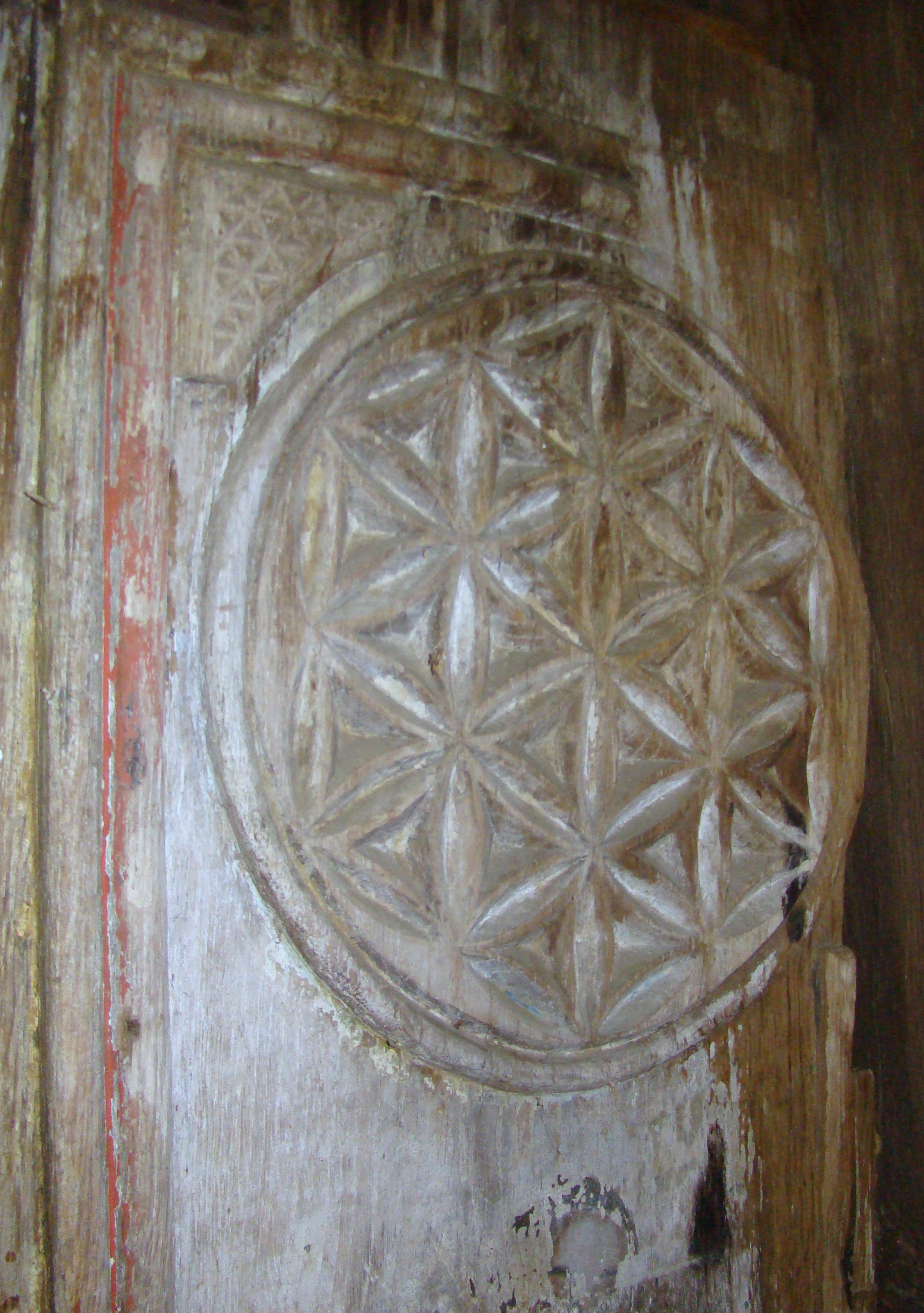
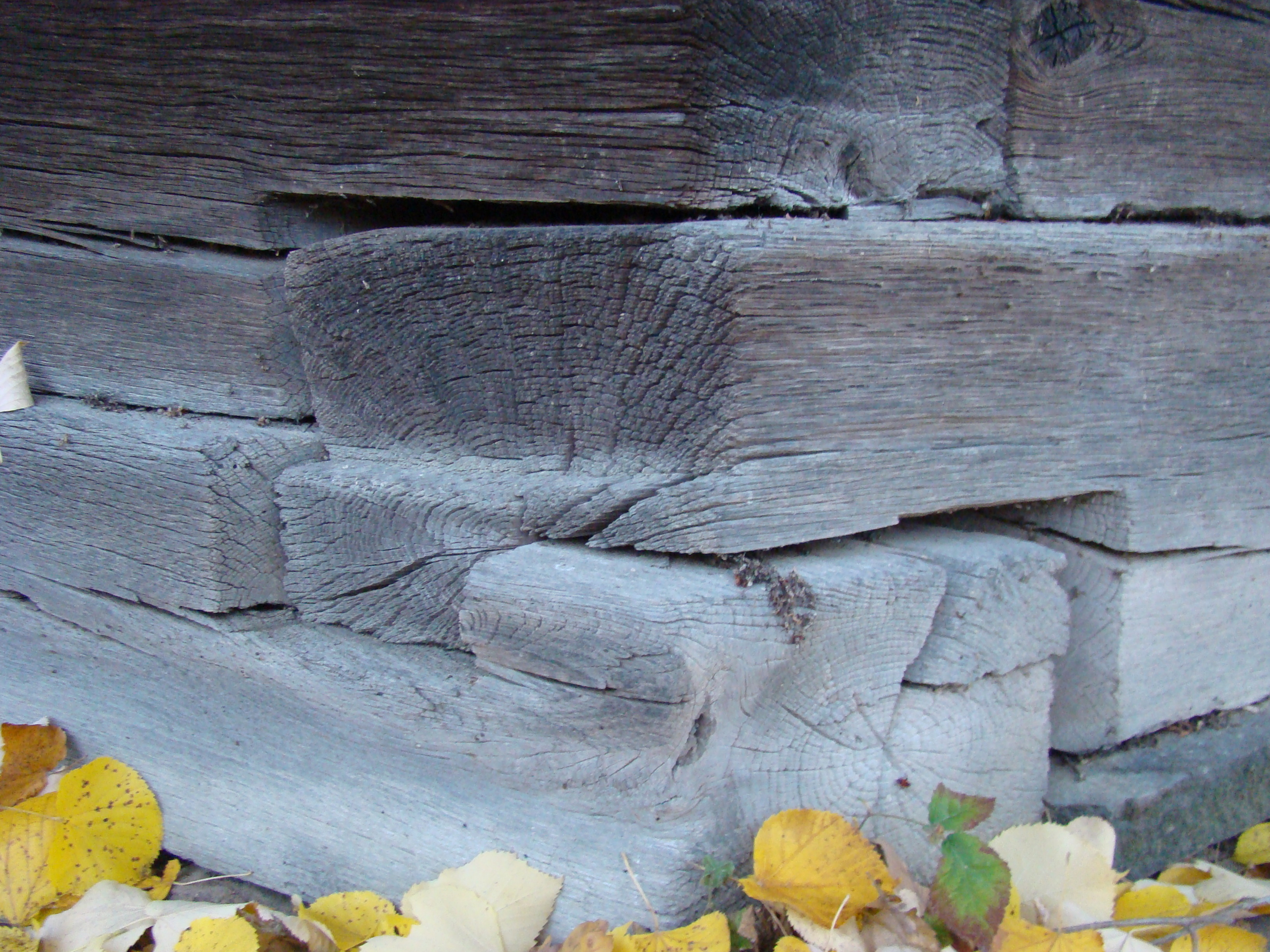
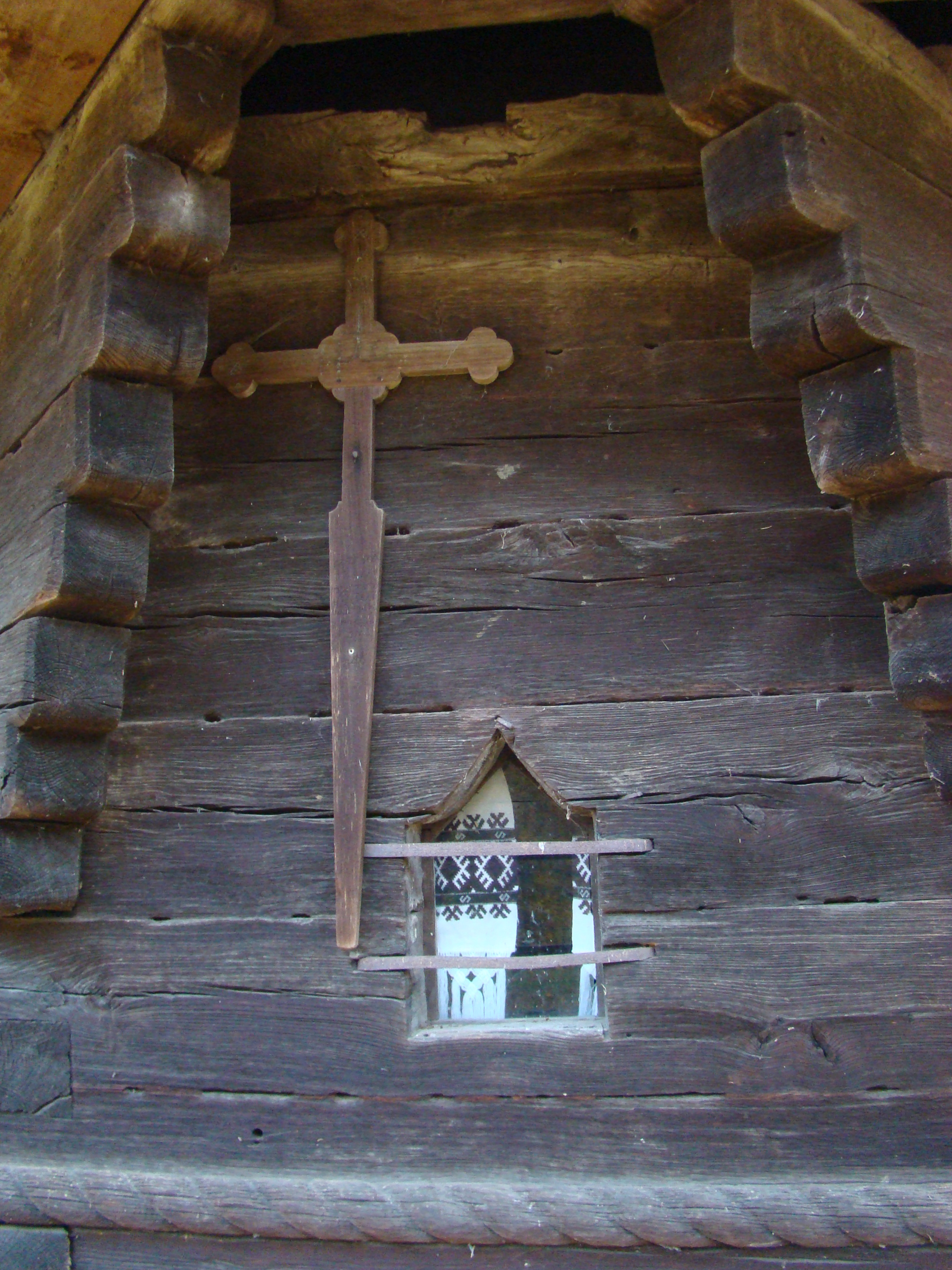
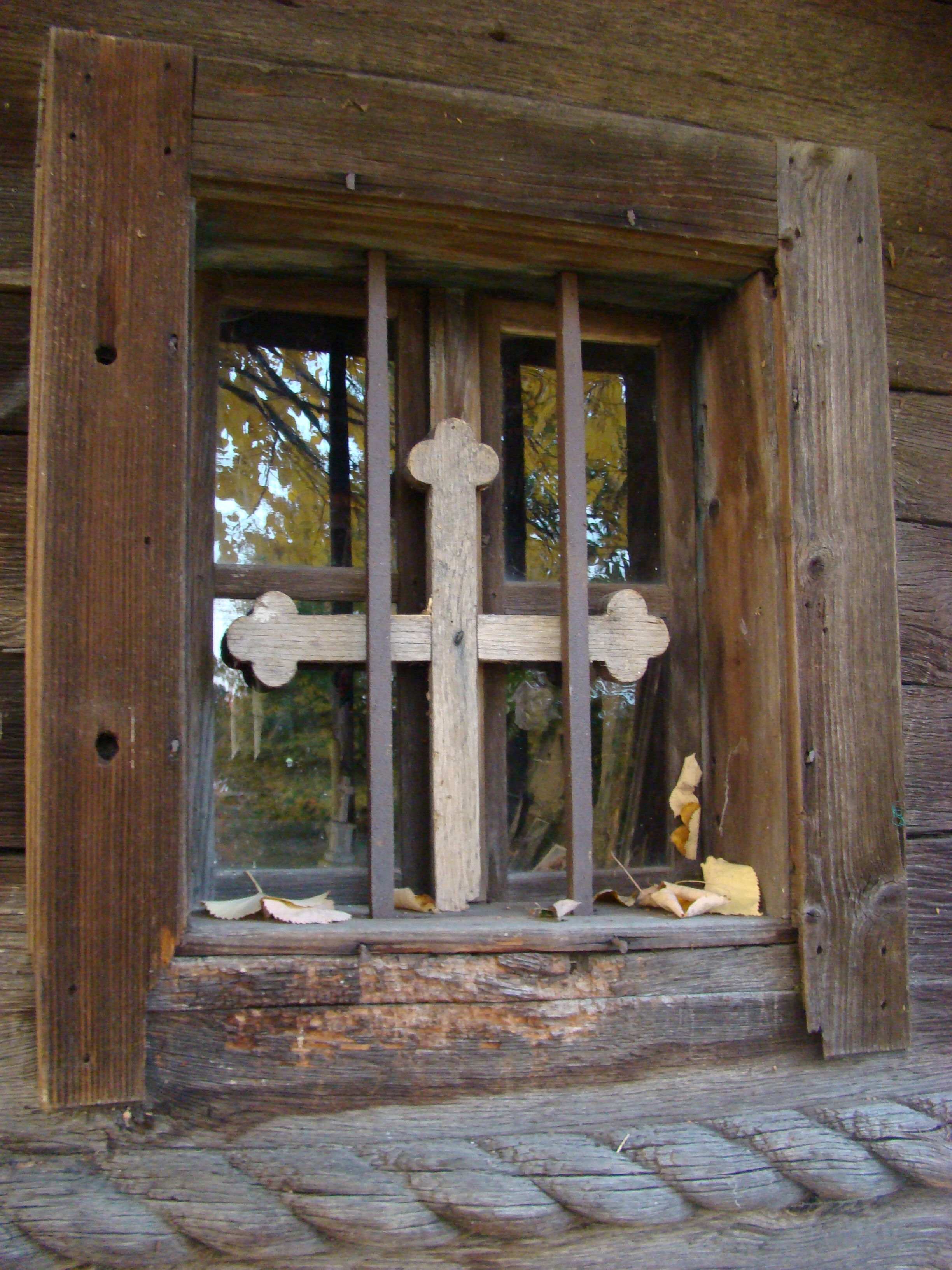
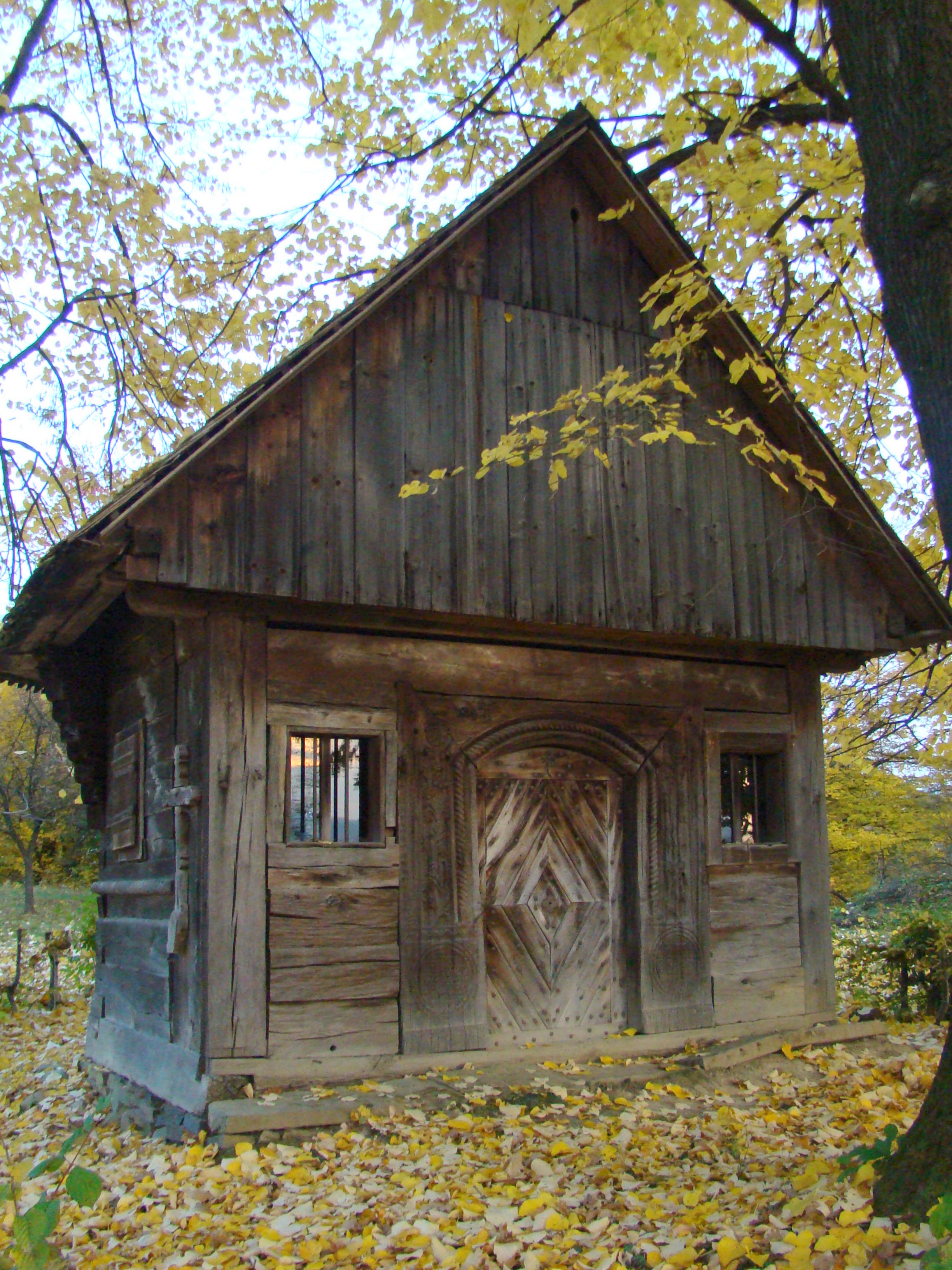
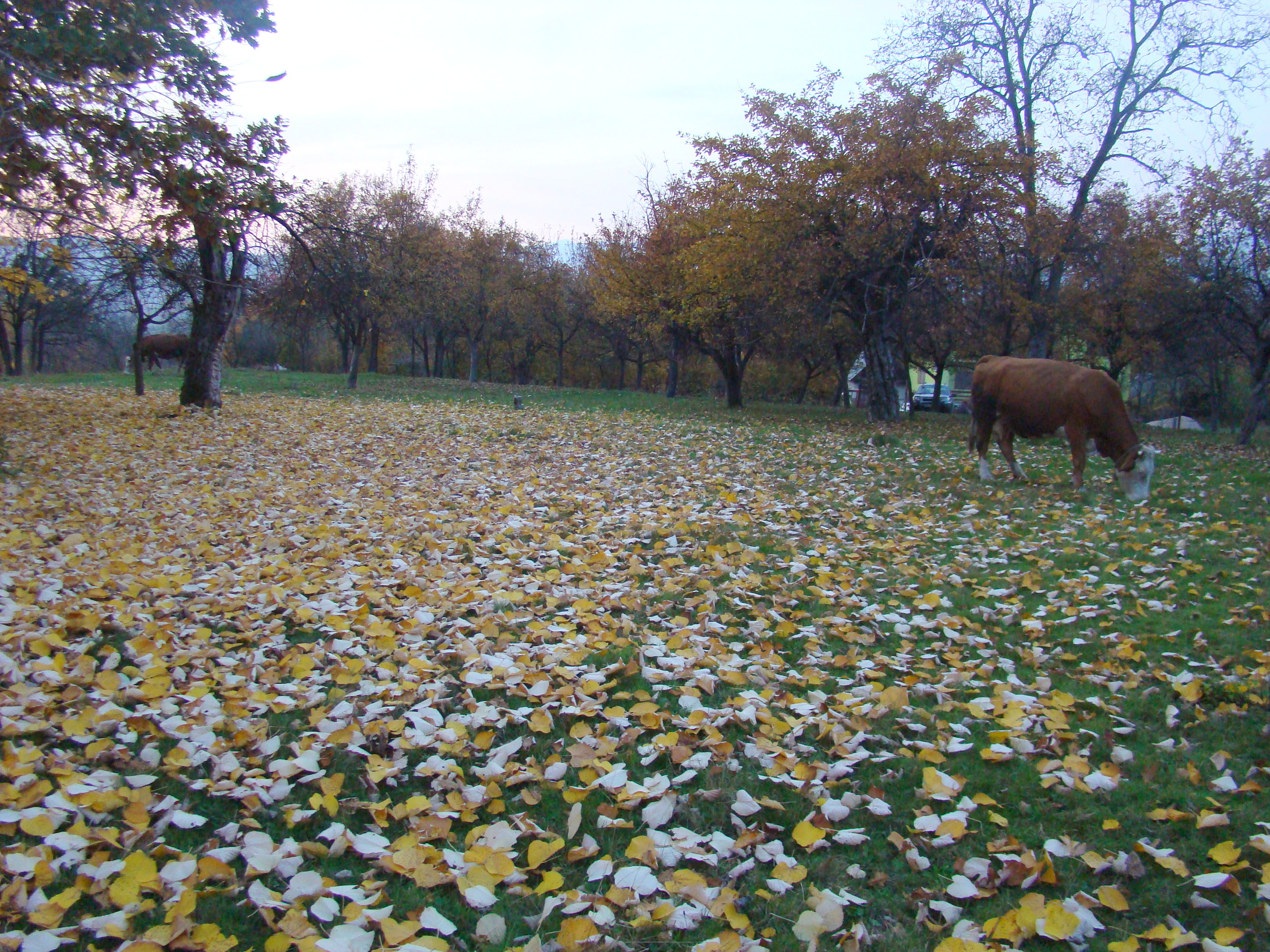